# Phòng dưỡng nhi

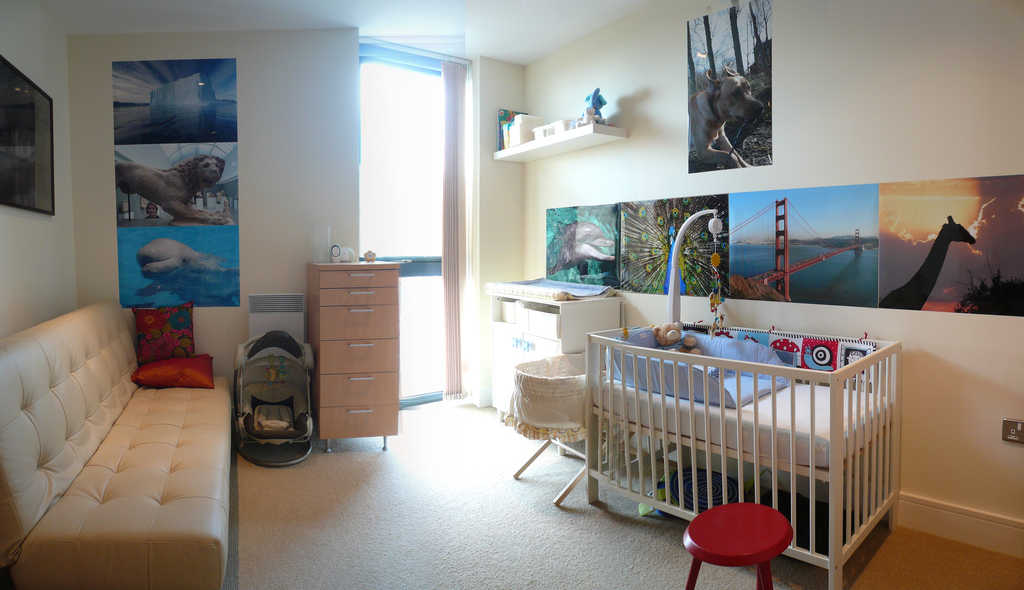
Một phòng dưỡng nhi

Phòng dưỡng nhi hay phòng cho trẻ sơ sinh hay phòng cho em bé sơ sinh là một loại phòng mang đặc điểm của Mỹ các các nước phương Tây đó là một phòng ngủ trong một ngôi nhà hoặc một chỗ ở được thiết kế, bố trí dành riêng cho trẻ sơ sinh hoặc trẻ mới biết đi. Một phòng dưỡng nhi điển hình sẽ bao gồm giường cũi (hoặc tương tự như loại giường), nôi... cũng như các đồ nội thất khác cần thiết cho việc chăm sóc đứa trẻ.
Khác với văn hóa và tập tục của một số nước phương Đông như Việt Nam, Trung Quốc..., một số nước Âu Mỹ, trẻ em được sinh ra không nằm ngủ chung với mẹ hoặc cả cha mẹ mà được chuyển ở một phòng riêng. Phòng dưỡng nhi nói chung là được chỉ định cho các phòng ngủ nhỏ nhất trong nhà vì một đứa trẻ đòi hỏi rất ít không gian cho đến tuổi tập tễnh biết đi, căn phòng được sử dụng hầu như chỉ dành cho giấc ngủ của trẻ. Tuy nhiên, các phòng loại này, trong nhiều trường hợp có thể được thiết kế lại thành phòng ngủ của trẻ em và thiếu niên hoặc anh chị em trẻ được sinh ra, và cha mẹ quyết định để di chuyển con đã lớn vào một phòng ngủ lớn hơn.
Một số loại phòng dưỡng nhi của các tầng lớp giàu có có thể được đầu tư thiết kế thành một hòng ở phía trên cùng của ngôi nhà, bao gồm cả các phòng nghỉ đêm, nơi các trẻ em ngủ, và phòng nghỉ ban ngày danh cho trẻ em ăn và chơi. Và sẽ bao gồm một số thiết bị phòng tắm và có thể là một nhà bếp nhỏ. Y tá (bảo mẫu) trợ lý của họ sẽ được thuê để ngủ để trông chừng trẻ.